# Ciro Terranova
Ciro Terranova (Corleone, 20 luglio 1889 – Manhattan, 20 febbraio 1938) è stato un mafioso italiano, membro della Morello Gang, banda criminale di New York.

## Biografia
Figlio Di Bernardo, mafioso, e Angelica Piazza, ha due fratelli, Vincenzo e Nicolò, e una sorella, Salvatrice. Nel 1893 si trasferisce con la famiglia a New York per raggiungere il fratellastro Giuseppe Morello. Qualche anno dopo Giuseppe fonda la Morello Gang, predecessora della famiglia Genovese, di cui faranno parte Ciro e i suoi fratelli, e Ignazio Lupo, marito di Salvatrice.
Negli anni '10, si guadagna il soprannome de "il re dei carciofi" (The Artichoke King), perché costringe i fruttivendoli di New York a rivendere i suoi carciofi, presi in California a un prezzo molto favorevole. Dopo la morte di Nicolò, nel 1916, Ciro è il vicecapo di suo fratello Vincenzo, alla guida della Morello Gang, fino al 1920. Nel 1929, viene coinvolto in uno scandalo perché ritenuto l'organizzatore di una rapina a una cena per il giudice Albert H Vitale, e per essere il mandante dell'omicidio di Frankie Yale e Frankie Marlow, ma tutte le accuse contro di lui cadono.
Muore a 49 anni al Columbus Hospital, dove era stato ricoverato dopo un ictus. È l'unico dei fratelli Terranova a non essere stato ucciso. È sepolto al Calvary Cemetery nel Queens, New York City, vicino alle tombe dei suoi fratelli, di Joe Petrosino, che indagava sui Morello, e di Ignazio Lupo, suo cognato.